# Poco
Poco (укр. Поко) — американський кантрі-рок гурт, утворений влітку 1968 року у Лос-Анджелесі під назвою Pogo.

## Історія
Гурт був утворений з ініціативи двох колишніх учасників формації Buffalo Springfield — Джима Мессіни (Jim Messina), 5.12.1947, Мейвуд, Каліфорнія, США — гітара, вокал та Річі Фюрея (Richiego Furaya), 9.05.1944, Дейтон, Огайо, США — гітара, вокал.
До першого складу також ввійшли: Расті Янг (Rusty Young), 23.02.1946, Лонг Біч, Каліфорнія, США — гітара, вокал; Ренді Мейснер (Randy Meisner), 8.03.1946, Скоттсблефф, Небраска, США — бас, вокал та Джордж Грентхем (George Grantham), 20.11.1947, Корделл, Оклахома, США — ударні, вокал.
Після заперечень з боку власника авторських прав щодо героя коміксів — Pogo, гурт вирішив змінити назву на співзвучну — Росо, що у музичному плані означало «трохи» чи «потроху». На дебютному альбомі формації «Pickin Up The Pieces» було більше музики кантрі, ніж року, проте схвальні рецензії критиків зробили з Росо беззаперечних лідерів кантрі-року.
1970 року після внутрішніх суперечок гурт залишив Ренді Мейснер (трохи пізніше він утворив The Eagles) і квартет, що залишився, записав лонгплей «Росо». Цю роботу також визнали критика та публіка, і вона потрапила до американського Тор 50. Родзинкою цього альбому була головним чином інструментальна з елементами латинської музики сюїта «ЕІ Tonto De Nadie Regresa», що займала всю першу сторону платівки.
Надзвичайно динамічний третій альбом «Deliverin», що потрапив до американського Тор 30, було записано вже за участю нових музикантів: Тімоті Шміта (Timothy В. Schmit), 30.10.1947, Сакраменто, Каліфорнія, США — бас, вокал та колишнього учасника гурту Illinois Speed Press Пола Коттона (Paul Cotton), 26.02.1943, Лос-Анджелес, Каліфорнія, США — гітара, вокал. Однак незабаром гурт вирішив залишити Джим Мессіна, щоб разом з Кенні Логгінсом утворити дует Loggins & Messina. Проте гурт закріпив свій успіх черговим альбомом «From The Inside», але найбільшу популярність здобула наступна платівка «A Good Feelin' То Know». До цього альбому ввійшли, наприклад, найкращі композиції з доробку Ф'юрея, що були позбавлені слабких місць. Альбом «Crazy Eyes» також пропонував інший, вже класичний твір Ф'юрея — десятихвилинну титульну композицію. Проте 1973 року після появи цього альбому Річі Ф'юрей спокусився вигідною пропозицією приєднатися до Кріса Хіллмена та Джей Ді Саутера, щоб створити разом супергурт The Souther — Hillman — Furay Band. Тим часом без Ф'юрей Росо продовжили записувати вдалі альбоми, хоча продавались вони вже меншою кількістю примірників, ніж попередні, а місце найпопулярнішої кантрі-рок-формації перехопив у Росо колишній їх гурт на розігріві — The Eagles.
У середині 1970-х років стабільним складом — Коттон, Шміт, Грентхем та Янг — гурт записав три чудові альбоми — «Head Over Heels», «Rose Of Cimarron» та «Indian Summer». Кожна з цих робіт була досконало зроблена і презентувала велике вміння всіх учасників гурту. Однак невідомо чому жодній з цих платівок не вдалось потрапити до американського Тор 40. Внаслідок цього 1977 року Шміт не відмовився від цікавої пропозиції приєднатися до The Eagles, які вже здобули великий успіх. Незабаром слідом за Шмітом своїх колег залишив Грентхем і подальша кар'єра гурту опинилася під великою загрозою. 
Запрошення до групи двох англійських музикантів — Чарлі Харрісона (Charlie Harrison) — бас, вокал та Стіва Чепмена (Steve Chapman) — ударні, вокал — було схожим на артистичне самогубство, і лише після приєднання американського клавішника Кіма Балларда (Kim Bullard), Росо 1978 року запропонували черговий альбом «Legend». Проте несподівано цій платівці вдалось задовольнити всі вимоги й вона, розійшовшись кількома мільйонами примірників, потрапила в американський Тор 20, принісши побічно два хіт-сингли: «Crazy Love» та «Heart Of The Night». Новий склад записав ще чотири альбоми, які, однак, користувалися значно меншим успіхом.
1984 року внаслідок зобов'язань за контрактом Росо видали на музичний ринок альбом «Inamorata». Цього разу прихильники гурту могли почути разом Річі Ф'юрея, Джорджа Грентхема і Тіма Шміта, але попри те, що платівка мала досконале звучання, продавалась вона дуже слабо. Внаслідок цього учасники гурту вирішили припинити спільну діяльність, однак через п'ять років поширились чутки про відродження Росо.
1989 року Ф'юрей, Мессіна, Мейснер, Грентхем та Янг повернулися на музичний ринок з життєрадісним альбомом «Legacy», який виявився найбільшим успіхом гурту за останні роки, принісши також кілька хіт-синглів. Росо разом з The Eagles залишаються неперевершеними майстрами кантрі-року в історії музики.

## Дискографія
- 1969: Pickin' Up The Pieces
- 1970: Росо
- 1971: Deliverin
- 1971: From The Inside
- 1972: A Good Feelin' To Know
- 1973: Crazy Eyes
- 1974: Росо Seven
- 1974: Cantamos
- 1975: Head Over Heels
- 1975: The Very Best Of Росо
- 1976: Росо Live
- 1976: Rose Of Cimarron
- 1977: Indian Summer
- 1978: Legend
- 1979: Росо — The Songs Of Paul Cotton
- 1980: Росо — The Songs Of Richie Furay
- 1980: Under The Gun
- 1981: Blue & Gray
- 1982: Cowboys & Englishmen
- 1982: Ghost Town
- 1984: Immorata
- 1989: Legacy
- 1989: Crazy Loving — The Best Of Росо 1975-1982
- 1991: The Forgotten Trail (1969 — 1974)
- 2002: Running Horse
- 2004: The Last Roundup (recorded 1977)
- 2004: Keeping The Legend Alive
- 2005: Bareback At Big Sky
- 2006: The Wildwood Sessions

### Джим Мессіна
- 1975: Jim Messina
- 1979: Oasis
- 1981: Messina
- 1983: One More Mile
- 1996: Watching The River Run

### Річі Фюрей
- 1976: I've Got A Reason
- 1978: Dance A Little Light
- 1979: I Still Have Dreams
- 1981: Seasons Of Change

### Пол Коттон
- 1990: Changing Horses